# Lido di Dante

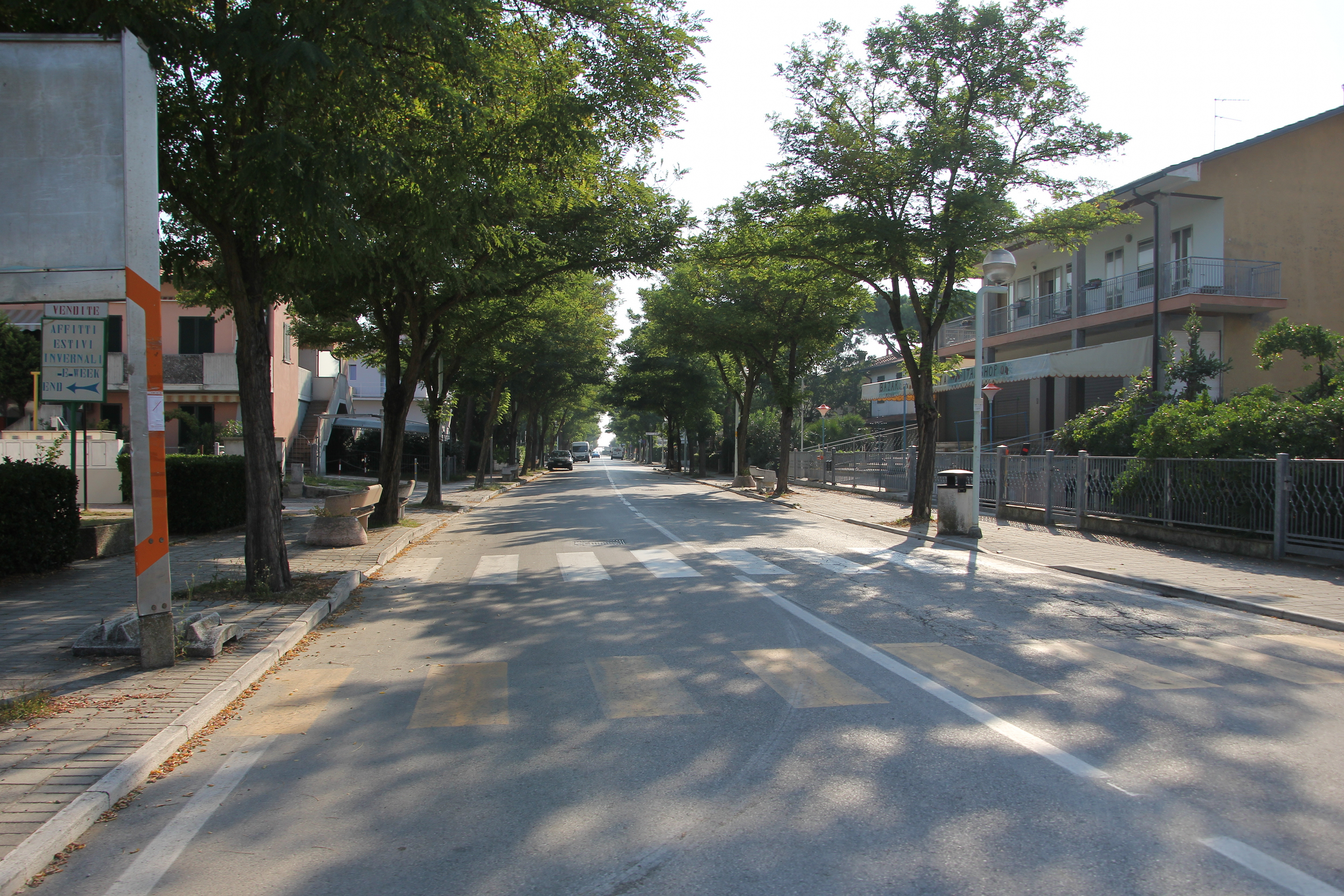
Lido di Dante (2018)

Lido di Dante ist eine kleine Touristensiedlung in Italien und Fraktion des etwa 13 km entfernten, in nordwestlicher Richtung gelegenen Ravenna. Der Ort befindet sich an der Adria zwischen den Mündungen der Flüsse Fiumi Uniti und Bevano.
Im Gegensatz zu anderen Zentren an der Küste der Emilia-Romagna gibt es in Lido di Dante keine größeren Hotels und keine Industrie. Die Bebauung besteht überwiegend aus kleinen freistehenden Häusern und Reihenhäusern, die als Ferienwohnungen und Appartements an Touristen vermietet werden. Die Ortschaft wurde 1999 in Richtung Westen deutlich erweitert.
Ein öffentlicher Sandstrand erstreckt sich über die komplette Küstenlinie und ist weitgehend naturbelassen. Charakteristisch sind die sich ständig verändernden Dünen. Im Jahr 2003 wurde der Strand von der Umweltschutzorganisation Legambiente zu einem der elf schönsten Strände Italiens erklärt.
An einigen Abschnitten wurde die Küste durch Errichtung von Molen bzw. Buhnen gesichert. Dadurch bietet Lido di Dante die Möglichkeit, den Einfluss dieser Maßnahmen auf den Strand im Vergleich zur in unmittelbarer Nähe naturbelassenen Küste zu beobachten.
Seit 2002 ist ein 1 km langer Streifen offiziell als FKK-Strand ausgewiesen, was jedoch politisch umstritten ist. Ebenso wurde ein kleiner Bereich für Badegäste mit Hunden geschaffen.

## Umgebung
Die nächstgelegenen Siedlungen sind Lido Adriano im Norden und Lido di Classe im Süden. Südlich grenzt Lido di Dante an den Pinienwald von Classe („Pineta di Classe“), der Teil des Naturschutzgebietes Parco regionale del Delta del Po ist. Unweit im Landesinneren gelegen befindet sich das Themenresort Mirabilandia.